# Liga Leumit 1970-1971
La Liga Leumit 1970-1971 è stata la 30ª edizione della massima serie del campionato israeliano di calcio.
Presero parte al torneo 16 squadre, che si affrontarono in un girone all'italiana con partite di andata e ritorno. Per ogni vittoria si assegnavano due punti e per il pareggio un punto.
Le ultime due classificate sarebbero state retrocesse in Liga Alef, dalla quale sarebbero state promosse le prime due classificate.
Il torneo fu vinto, per la prima volta nella sua storia, dal Maccabi Netanya.
Capocannoniere del torneo fu Eli Ben Rimoz, dell'Hapoel Gerusalemme, con 20 goal.

## Squadre partecipanti
| Club                | Città       |
| ------------------- | ----------- |
| Beitar Gerusalemme  | Gerusalemme |
| Beitar Tel Aviv     | Tel Aviv    |
| Bnei Yehuda         | Tel Aviv    |
| Hakoah Ramat Gan    | Ramat Gan   |
| Hapoel Gerusalemme  | Gerusalemme |
| Hapoel Hadera       | Hadera      |
| Hapoel Haifa        | Haifa       |
| Hapoel Holon        | Holon       |
| Hapoel Kfar Saba    | Kfar Saba   |
| Hapoel Petah Tiqwa  | Petah Tiqwa |
| Hapoel Tel Aviv     | Tel Aviv    |
| Maccabi Haifa       | Haifa       |
| Maccabi Netanya     | Netanya     |
| Maccabi Petah Tiqwa | Petah Tiqwa |
| Maccabi Tel Aviv    | Tel Aviv    |
| Shimshon Tel Aviv   | Tel Aviv    |

## Classifica finale
|                     | Pos. | Squadra             | Pt | G  | V  | N  | P  | GF | GS | DR  |
| ------------------- | ---- | ------------------- | -- | -- | -- | -- | -- | -- | -- | --- |
| Campione di Israele | 1.   | Maccabi Netanya     | 47 | 30 | 20 | 7  | 3  | 44 | 18 | +26 |
|                     | 2.   | Shimshon Tel Aviv   | 36 | 30 | 12 | 12 | 6  | 31 | 25 | +6  |
|                     | 3.   | Hapoel Tel Aviv     | 35 | 30 | 15 | 5  | 10 | 35 | 30 | +5  |
|                     | 4.   | Hapoel Petah Tiqwa  | 34 | 30 | 11 | 12 | 7  | 26 | 17 | +9  |
|                     | 5.   | Beitar Tel Aviv     | 33 | 30 | 13 | 7  | 10 | 26 | 24 | +2  |
|                     | 6.   | Hapoel Haifa        | 31 | 30 | 9  | 13 | 8  | 32 | 25 | +7  |
|                     | 7.   | Hapoel Gerusalemme  | 30 | 30 | 10 | 10 | 10 | 39 | 32 | +7  |
|                     | 8.   | Hakoah Ramat Gan    | 30 | 30 | 9  | 12 | 9  | 26 | 25 | +1  |
|                     | 9.   | Maccabi Tel Aviv    | 29 | 30 | 8  | 13 | 9  | 30 | 24 | +6  |
|                     | 10.  | Beitar Tel Aviv     | 29 | 30 | 8  | 13 | 9  | 33 | 35 | -2  |
|                     | 11.  | Beitar Gerusalemme  | 26 | 30 | 8  | 10 | 12 | 35 | 36 | -1  |
|                     | 12.  | Maccabi Haifa       | 26 | 30 | 6  | 14 | 10 | 20 | 26 | -6  |
|                     | 13.  | Bnei Yehuda         | 26 | 30 | 7  | 12 | 11 | 19 | 29 | -10 |
|                     | 14.  | Hapoel Hadera       | 25 | 30 | 6  | 13 | 11 | 21 | 28 | -7  |
|                     | 15.  | Maccabi Petah Tiqwa | 25 | 30 | 8  | 9  | 13 | 30 | 39 | -9  |
|                     | 16.  | Hapoel Holon        | 18 | 30 | 4  | 10 | 16 | 20 | 54 | -34 |

## Verdetti
- Maccabi Netanya campione di Israele 1970-1971
- Maccabi Petah Tiqwa e Hapoel Holon retrocessi in Liga Alef 1971-1972
- Maccabi Giaffa e Hapoel Be'er Sheva promossi in Liga Leumit 1971-1972